# William Vainchenker
William Vainchenker, né le 16 décembre 1947, est un médecin et chercheur français. Il est considéré comme un spécialiste de l'hématopoïèse.

## Biographie
William Vainchenker est directeur de recherche à l'Inserm, unité Hématopoïèse et cellules souches, Institut Gustave Roussy, Villejuif.
William Vainchenker est notamment connu pour ses découvertes dans le domaine des hémopathies malignes et des mécanismes génétiques responsables de prédisposition aux syndromes myéloprolifératifs et aux leucémies.
William Vainchenker a fait des études médicales de 1966-1971 à Paris VII et il a passé sa thèse de médecine en 1977. En parallèle il a fait des certificats de licence en science, puis un DEA (master 2) et une thèse de sciences de 3ème cycle en 1978 à Paris VI.
Il a été nommé à l’internat des hôpitaux de Paris en 1971 et fait ses stages hospitaliers de 1971 à 1978 avec une interruption comme coopérant à l’aide technique. William Vainchenker a ensuite effectué un poste d’accueil à l’Inserm comme Interne à l’unité Inserm dirigée par le Pr Jean Rosa à l’hôpital Henri Mondor (Créteil) dans l’équipe de Mme Jeanine Breton Gorius où il a commencé à travailler sur la différenciation mégacaryocytaire. En 1981 il est retourné à une activité hospitalo-universitaire en hémato-immunologie comme chef de clinique dans le service du Pr Maxime Seligmann. En 1983 William Vainchenker a été recruté comme directeur de recherche à l’Inserm dans l’unité du Pr Jean Rosa.  En 1993, il a pris la direction d’une unité Inserm à l’Institut Gustave Roussy ayant comme thème l’hématologie expérimentale qu'il a dirigée jusqu’en 2010. William Vainchenker est ensuite resté jusqu’à maintenant comme chercheur dans la même unité Inserm à Gustave Roussy. Il a conservé jusqu’à actuellement une consultation d’hématologie à l’hôpital Saint Louis.

## Apports scientifiques
William Vainchenker a toujours travaillé sur la différenciation mégacaryocytaire avec pour objectifs de caractériser les mécanismes qui régulent cette normale qui aboutit à la formation de plaquettes pour ensuite transposer ces données à la pathologie humaine. Ceci lui a permis d’être la première équipe à identifier et caractériser le progéniteur de la lignée mégacaryocytaires, puis d’en définir les différentes étapes et d’appliquer ces données à la caractérisation de leucémies. En parallèle en collaboration, son équipe a montré que GATA1 était un facteur de transcription jouant un rôle clef non seulement érythroblastique mais également dans la différenciation mégacaryocytaire.
Un grand thème de son équipe a été de caractériser les facteurs régulateurs de la mégacaryopoïèse. Ils ont pu montrer avec Françoise Wendling que le récepteur orphelin MPL avait pour ligand un facteur stimulant de la mégacaryopoïèse qui avait toutes les caractéristiques de la thrombopoïétine, facteur humoral présomptif régulateur physiologique de la production plaquettaire,. La thrombopoïétine dans le plasma a ensuite pu être isolée à partir de sa liaison à MPL par d’autres équipes. Ceci leur a permis d’étudier en détail : 1) les mécanismes de régulation du niveau plasmatique de thrombopoïétine par le nombre de plaquettes dans le sang et 2) sa fonction sur la différenciation, en particulier sur la polyploïdisation des mégacaryocytes,. Ces résultats fondamentaux leur ont permis de mieux comprendre la physiopathologie de différentes thrombopénies héréditaires.
Ayant montré que la surexpression de la thrombopoïétine donnait chez la souris un tableau proche d’un néoplasme myéloprolifératif, ols ont focalisé leur recherche sur la physiopathologie de ces maladies malignes.  Ceci a abouti à la découverte de la mutation JAK2V617F à l’origine des plus de 60% de ces pathologies, en particulier de plus de 90% des Polyglobulies de Vaquez. JAK2 est une kinase associée aux récepteurs de cytokine comme MPL ou le récepteur de l’érythropoïétine indispensable à la signalisation de ces récepteurs et la mutation V617F aboutit à une signalisation constitutive et est capable d’induire une maladie proche de la ployglobulie de Vaquez chez la souris,,, ou le récepteur de l’érythropoïétine indispensable à la signalisation de ces récepteurs et la mutation V617F aboutit à une signalisation constitutive et est capable d’induire une maladie proche de la ployglobulie de Vaquez chez la souris ou le récepteur de l’érythropoïétine indispensable à la signalisation de ces récepteurs et la mutation V617F aboutit à une signalisation constitutive et est capable d’induire une maladie proche de la ployglobulie de Vaquez chez la souris  ou le récepteur de l’érythropoïétine indispensable à la signalisation de ces récepteurs et la mutation V617F aboutit à une signalisation constitutive et est capable d’induire une maladie proche de la ployglobulie de Vaquez chez la souris .  Son équipe a ensuite contribué à caractériser d‘autres mutations motrices, en particulier celles de MPL. Elle a surtout identifié le gène TET2, qui peut être muté en association avec JAK2V617F dans les néoplasmes myéloprolifératifs et qui joue un rôle majeur dans l’hématopoïèse normale et dans de nombreuses pathologies,. Avec l’équipe de Stefan Constantinescu (Bruxelles), ils ont montré que les mutations de la calréticuline associées à certains néoplasmes myéloprolifératifs modifient la fonction de cette chaperonne qui se lie à MPL pour activer une signalisation via JAK2,.
Enfin travaillant sur les syndromes myéloprolifératifs familiaux, ils ont caractérisé un des tout premiers locus responsables de la prédisposition à des Néoplasmes myéloprolifératifs et à des leucémies avec une pénétrance élevée. William Vainchenker et ses collaborateurs étudient le mécanisme de cette prédisposition liée à la duplication de 5 gènes.

## Prix et distinctions
- 1994, prix de l'Association européenne d'hématologie (EHA)
- 1994, prix de la Ligue nationale contre le cancer
- 2007, prix William Dameshek de l'American Society of Hematology (en) (ASH)[21]
- 2007, prix de recherche de la Fondation Allianz-Institut de France[22].
- 2013, membre de l'Académie des sciences dans la section de biologie humaine et sciences médicales[23].
- 2014, prix d'honneur de l'Inserm pour l'ensemble de sa carrière[24],[1]
- Chevalier de la Légion d'honneur